# Radosław Wasiak

Radosław Wasiak (Łódź, 3 de mayo de 1972) es un exbalonmanista polaco que jugaba como pivote. Fue uno de los componentes de la selección de balonmano de Polonia con la que disputó 114 partidos internacionales en los que anotó más de 200 goles, debutando con la misma en agosto de 1994 contra Eslovaquia en un partido correspondiente a la clasificación para el Campeonato del Mundo de 1995.
Comenzó a jugar profesionalmente en el KS Anilana Łódź de su ciudad natal de Łódź, tras haberse formado como jugador en el MKS Łodzianka, club al que había accedido con 14 años en 1986. En 1996 ficharía por el KS Vive Kielce, donde permanecería durante 11 temporadas como jugador.
En la actualidad, es director deportivo del KS Vive Kielce, cargo que ocupa desde su retirada como jugador en 2007.

## Equipos
- KS Anilana Łódź (1989-1996)
- KS Vive Kielce (1996-2007)

## Palmarés
- Liga de Polonia  1998, 1999, 2003
- Copa de Polonia 2000, 2003, 2004, 2006